# Kruhový diagram

Koláčový graf ukazuje počty obyvatel, kteří mají jako mateřskou řeč angličtinu

Kruhový (výsečový nebo koláčový) diagram nebo také graf je způsob strukturovaného grafického znázornění vztahů matematických nebo statistických dat. V kruhovém grafu je délka oblouku každého řezu (a následně jeho středový úhel a kruhová výseč) úměrná množství, které představuje. Pro svou podobu s koláčem se někdy hovoří o koláčovém grafu. Existují různé varianty, jak může být prezentován. Plocha kruhu představuje celý objem souboru (dat). Jeho jednotlivé části (výseče) zobrazují podíl dílčích hodnot na celkovém objemu dat. Obvykle jsou jednotlivé výseče odlišeny barvou.
Technologický pokrok (například barevný tisk) 18. století přispěl k vývoji nových postupů při kreslení map a zobrazování abstraktních dat. Skotskému inženýrovi Williamu Playfairovi je připisován vynález vizualizačních zobrazení dat: výsečový graf, spojnicový graf či sloupcový graf.
Koláčové grafy jsou používány v obchodním světě a masmédiích. V odborných kruzích se  doporučuje přesnější zobrazení využitím sloupcového, bodového nebo liniového grafu.

## Dějiny
První známý koláčový graf je připisován skotskému inženýrovi, ekonomovi a spisovateli Williamu Playfairovi. V roce 1786 vydal knihu The Commercial and Political Atlas (Obchodní a politický atlas), v roce 1801 Statistical Breviary (Statistický breviář), kde publikoval koláčové grafy. Jeden z jeho nejznámějších grafů – graf daňového zatížení evropských států – je uveden právě ve Statistickém breviáři. Zobrazuje výši daní v poměru na obyvatele, upozorňuje, že občané  Velké Británie jsou zatíženi mnohonásobně vyšší daní v porovnání s obyvateli ostatních evropských zemí. Zobrazil pomocí grafů, které země byly námořními mocnostmi (zelená barva), země bez moří byly obarveny červeně. Velikost pevniny byla vyznačena kruhy různé velikosti, populace byla prezentována svislými červenými čarami vlevo každého kruhu a vpravo kruhu byly znázorněny daňové příjmy každé země. Playfairovo zobrazování nebylo zpočátku příliš pochopeno a využíváno.
Zdravotní sestra a průkopnice v použití statistických údajů a vynikající matematička Florence Nightingalová sice nevymyslela výsečový graf, ale pozměnila ho a inovovala tak, že se stal čitelnější. Tím přispěla k jeho širšímu využívání. Modifikace je známa jako polární graf, v době vytvoření byl znám jako Nightingale’s Rose Diagram („Nightingalové diagram – růže“). Graf odpovídá modernímu kruhovému histogramu. Florence Nightingalová jej používala k zobrazení statistik úmrtnosti pacientů ve vojenské nemocnici zřízené z kasáren ve Scutari v době krymské války a v nově zřízené nemocnici, ve kterých pracovala (podzim 1854 až jaro 1856). Když do Scutari dorazila, začala vést vlastní soubor zdravotní evidence. Ten zahrnoval počet přijatých pacientů, počet zemřelých a především rozdělení a jasnou identifikaci příčin úmrtí. Později informace prezentovala v publikaci Notes on Matters Affecting the Health, Efficiency, and Hospital Administration of the British Army. Founded Chiefly on the Experience of the Late War by Florence Nightingale; presented by request to the Secretary of State for War (1858), zkráceně uváděno jako Zápisky o armádě a nemocnici.

Významným přínosem v oblasti zobrazování informací jsou práce francouzského inženýra Charlese Josepha Minarda. Byl známý svou prezentací numerických dat na geografických mapách – mapy toků. V roce 1858 použil koláčové grafy k zobrazení spotřeby dobytka v Paříži, který byl dodáván z celé Francie. Nejznámější je jeho grafické zobrazení Napoleonových ztrát během jeho tažení na Moskvu v roce 1812 (Carte figurative des pertes successives en hommes de l'Armée Française dans la campagne de Russie 1812–1813). Je zde zaznamenána velikost Napoleonovy armády během postupu i ústupu geograficky, ujetá vzdálenost, teplota, zeměpisná šířka a délka. Toto grafické zobrazení publikoval Minard v roce 1869.

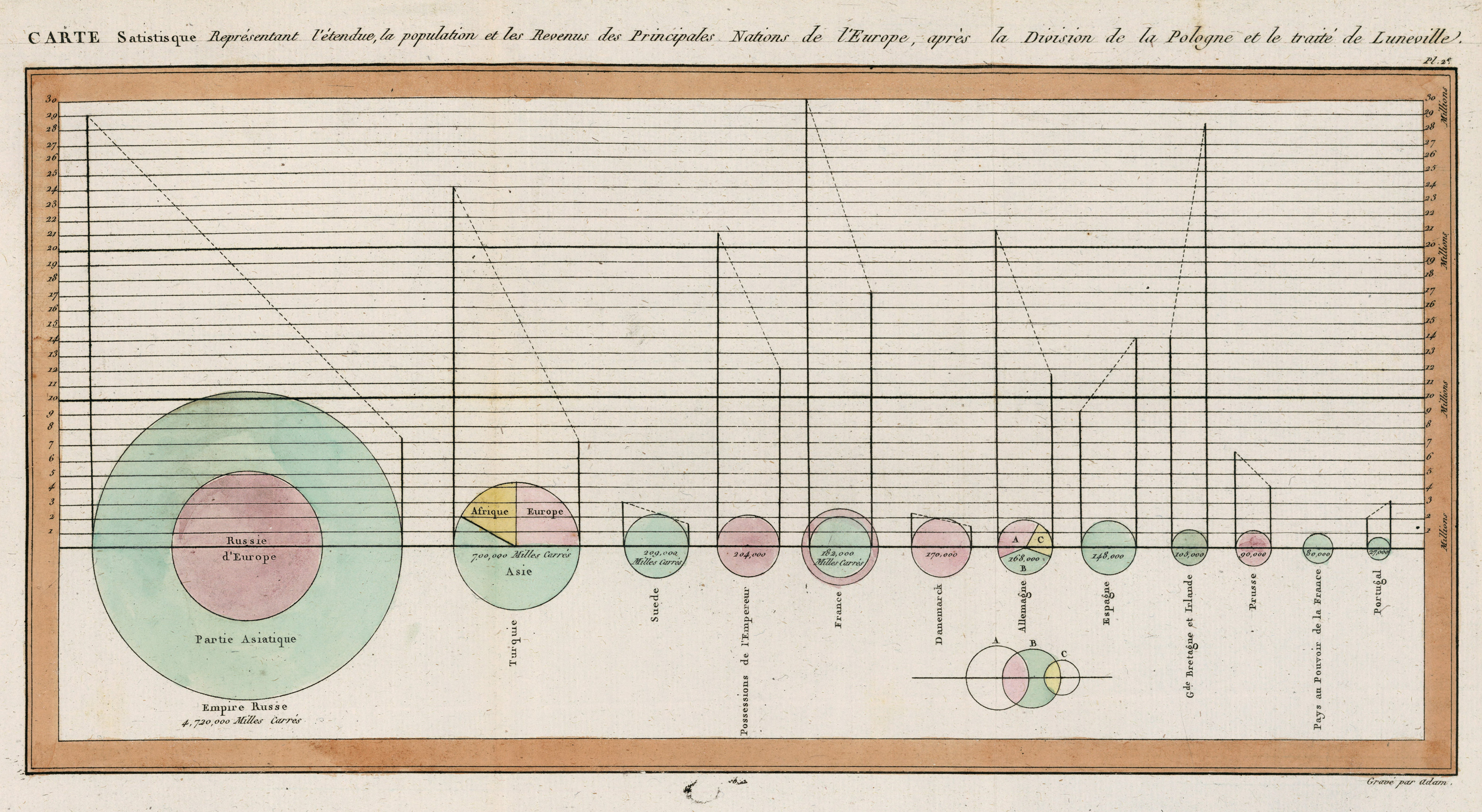
Výsečové grafy ze „Statistického breviáře“ Williama Playfaira, 1801
Jeden z koláčových grafů z „Breviáře“, 1801
Minardovo zobrazení – dobytek odeslaný z celé Francie ke spotřebě v Paříži, 1858
Polární graf Florence Nightingalové, 1858

## Typy kruhového diagramu

### Kruhový graf a prostorový kruhový graf
Kruhový či koláčový graf se většinou používá při znázornění podílu dílčích hodnot k celkové hodnotě. Prostorový kruhový graf se používá při 3D zobrazení. Třetí rozměr se často používaná z estetických důvodů. Přehlednost čtení dat se nezlepší, naopak je obtížnější interpretovat přesnost dat, která jsou zkreslena perspektivním zobrazením.

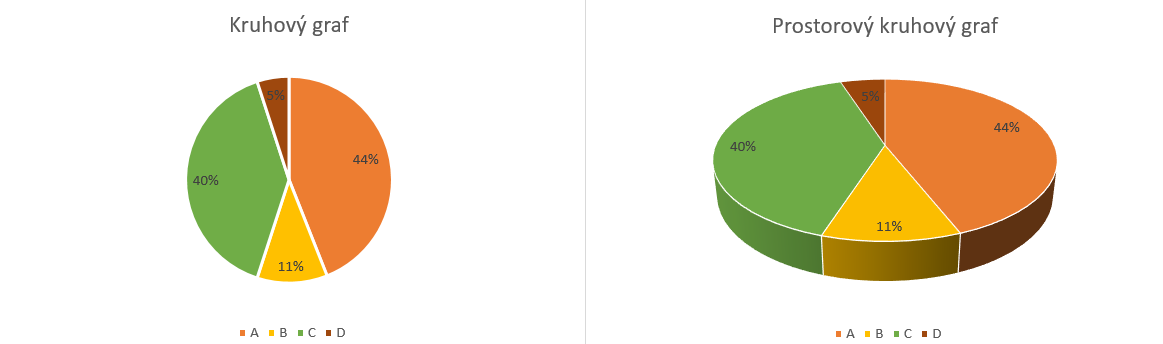
Položka B (žlutá hodnota) se v prostorovém grafu jeví vizuálně větší

### Výsečový graf s dílčí výsečí
Pro zpřesnění a větší přehlednost menších hodnot dat, která se ve výsečovém grafu nacházejí, se používá výsečový graf s dílčí výsečí
Příklad ukazuje objem prodeje v procentech. Prodejci s 3 % a 4 % jsou v prvním grafu sloučeni do výseče „Jiné“ a zároveň je vytvořen samostatný kruhový graf pro tuto výseč (10 %). Druhý graf ukazuje zobrazení s použitím klasického výsečového grafu.

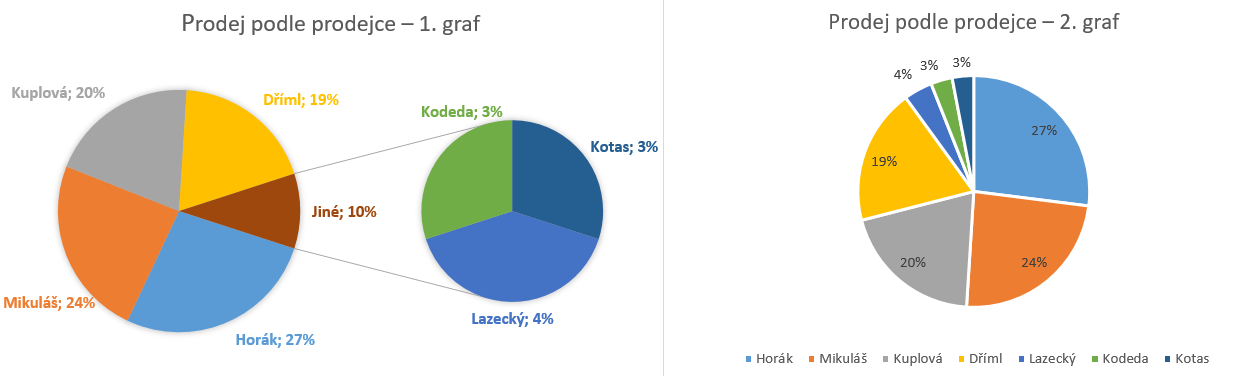
Přehlednější zobrazení – 1. graf

### Rozložený koláčový graf

Příklad: obchod Austrálie ve světě

Graf s oddělenými výsečemi od zbytku kruhu je znám jako rozložený koláčový graf. Tento efekt se používá ke zvýraznění datové výseče nebo ke zvýraznění menších segmentů grafu s malými proporcemi.

### Prstencový  graf
Prstencový graf se podobá výsečovému grafu, ale na rozdíl od výsečového může zobrazit data z několika řad najednou. Prstencové grafy zobrazují velikost jednotlivých položek datových řad úměrně k součtu položek do prstence. Každý prstenec může znázorňovat jednu datovou řadu. Jsou tedy sečteny všechny položky v řadě a jejich procentuální rozdělení z celého součtu. Tj. procenta jsou podle velikosti jednotlivých položek.
Příklad1 – zobrazení počtu procent v poměru k celku (100 %):

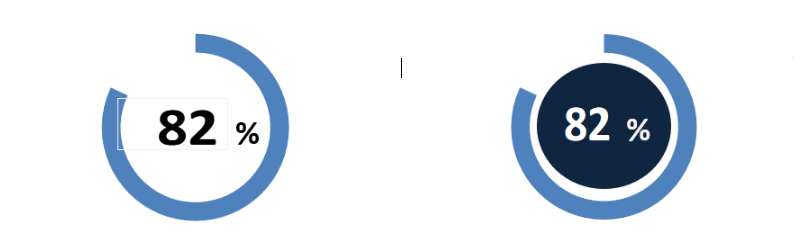
Prstenec představuje 82 %; druhý typ zobrazení – černý kruh 100 %

Příklad2 – je přidána třetí hodnota: čtvrtletí a je zobrazena závislost hodnoty 1 a hodnoty 2 v prvním čtvrtletí, druhém čtvrtletí a třetím čtvrtletí.

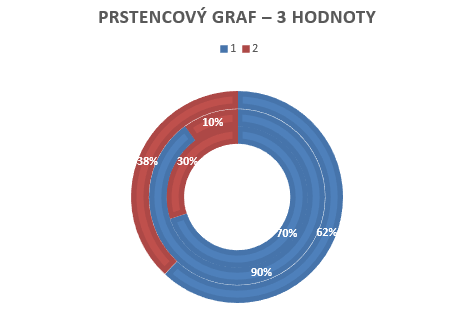
Přidána třetí hodnota: čtvrtletí

|              | položka1 | položka2 |
| ------------ | -------- | -------- |
| 1. čtvrtletí | 70       | 30       |
| 2. čtvrtletí | 90       | 10       |
| 3. čtvrtletí | 62       | 38       |

### Polární graf
Polární graf je podobný obvyklému výsečovému grafu, s výjimkou výsečí, které mají stejné úhly a liší se vzdáleností dané hodnoty od středu kruhu. Většinou se používá k vykreslení cyklických jevů (např. počet úmrtí – nebo narození – v měsíci). Pokud má být například zobrazen počet úmrtí (narození) v každém měsíci za rok, bude plocha kruhu rozdělena na 12 výsečí (jedna za měsíc) a všechny budou mít stejný středový  úhel 30°. Poloměr každé výseče je úměrný druhé odmocnině počtu úmrtí za měsíc, tedy plocha výseče představuje počet úmrtí za měsíc. Když se počet úmrtí v každém měsíci dále rozdělí na základě příčiny úmrtí, je možné provést více srovnání v jednom grafu, jak je vidět na polárním grafu, vytvořeným Florence Nightingaleovou. Varianta polárního grafu, kterou navrhl matematik Dror Feitelson představuje klasický kruhový graf s upraveným polárním grafem. Pak je možné porovnat dvě sady souvisejících dat. Kruhový graf představuje první sadu dat obvyklým způsobem s různě velkými výsečemi. Druhá sada dat je zobrazena polárním plošným grafem, který používá stejné úhly jako kruhový graf, ale jsou zde upraveny poloměry tak, aby odpovídaly datům.

Zobrazení polárních souřadnic pro polární graf
Polární graf Florence Nightingalové z roku 1858
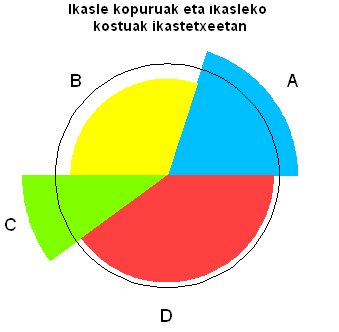
Varianta polárního grafu navržená Drorem Feitelsonem

### Vícevrstvý prstencový graf
Kruhový graf, známý jako sunburst graf (anglicky) nebo vícevrstvý prstencový graf (obrázek1) zobrazí velikost jednotlivých položek datových řad úměrně k součtu položek do mezikruží. Každá úroveň znázorňuje jednu úroveň hierarchie.
Platí, že vnitřní mezikruží je pro nejvyšší úroveň hierarchie, další pro nižší úroveň atd. Bude-li se zobrazovat pouze jedna datová řada, graf se vytvoří klasický prstencový.

Na obrázku2 je zobrazen prstencový graf, který má pouze jednu úroveň – datovou řadu.

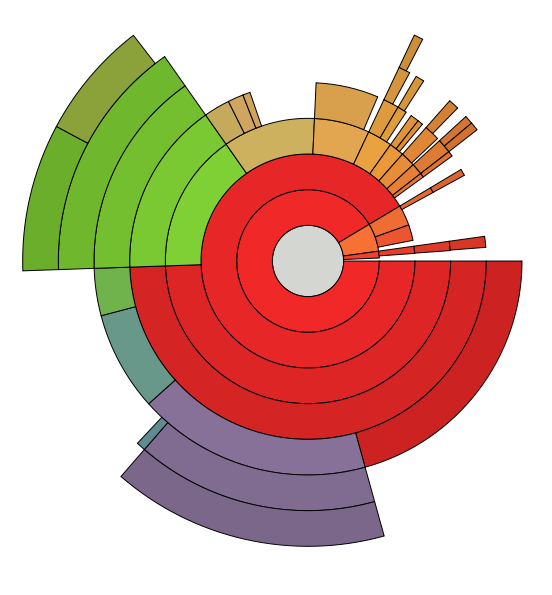
Obrázek1: víceúrovňový prstencový graf představující využití disku v systému souborů Linux
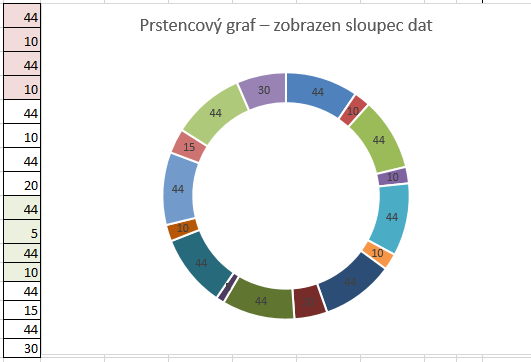
Obrázek2: Klasický prstencový graf s daty

Příklad3– v tomto případě je graf vytvořený na základě dat tabulky. První mezikruží jsou čtvrtletí, každé čtvrtletí se dělí na měsíce a měsíc na týdny, to je třetí mezikruží. Následně lze přidávat data, která se zobrazují např. týdenní spotřeba benzínu. S ohledem na přehlednost se vytvářejí grafy i jiného typu.

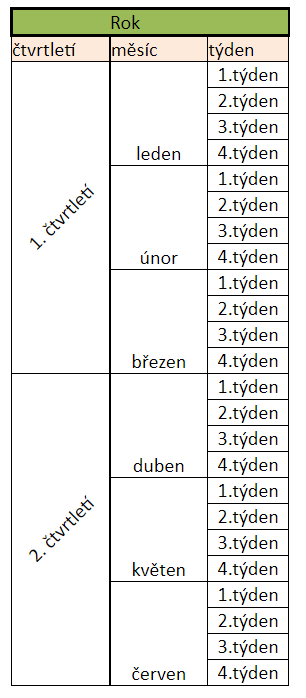
Vzorová data
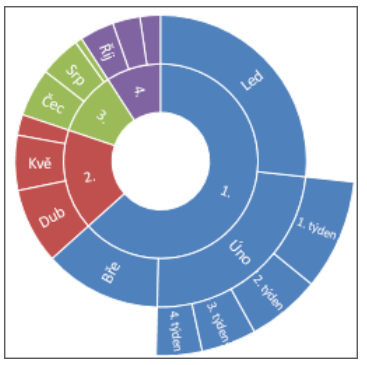
Graf vytvořený ze vzorových dat